# Табір смерті

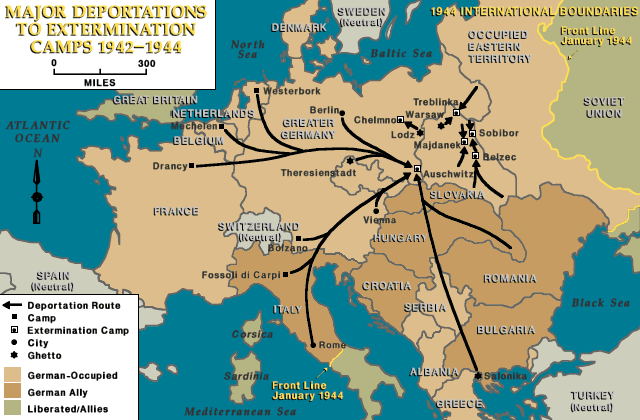
Карта транспортування євреїв у табори смерті

Вини́щувальний та́бір, також Та́бір сме́рті  — поширена у післявоєнній історичній і публіцистичній літературі кваліфікація кількох нацистських концентраційних таборів, призначених для масового знищення різних груп населення: євреїв, циган, військовополонених тощо.

Звичайно у це число включають шість таборів: Аушвіц, Треблінка, Белжець, Собібор, Хелмно та Майданек у Польщі. Список не вичерпний, окремі автори доповнюють його таборами Ясеноваць у Югославії та Малий Тростенець у Білорусі.

## Табір смерті: визначення
Визначення в енциклопедії Брокгауза:
|  | Табори смерті – нацистські табори в окупованій Польщі, які, на відміну від концентраційних таборів, служили систематичному винищенню європейських євреїв.(с. 899)Оригінальний текст (нім.) Vernichtungslager – nationalsozialistische Lager im besetzten Polen, die – im Unterschied zu den – Konzentrationslagern – der systematische Ermordung der europäischen Juden dienten. |

Визначення в Encyclopædia Britannica: 
|  | Табір смерті – в нацистській Німеччині концентраційний табір, спеціально призначений для масового знищення (Vernichtung) небажаних осіб у Третьому Рейху та завойованих територіях. Жертвами таборів були переважно євреї, але також рома (цигани), слов’яни, гомосексуали, психічно хворі та ін. Табори смерті відіграли центральну роль в Голокості.Оригінальний текст (англ.) .Extermination camp – Nazi German concentration camp that specialized in the mass annihilation (Vernichtung) of unwanted persons in the Third Reich and conquered territories. The camps’ victims were mostly Jews but also included Roma (Gypsies), Slavs, homosexuals, alleged mental defectives, and others. The extermination camps played a central role in the Holocaust. |

Визначення в енциклопедії Ларусс:
|  | Табір смерті – під час Другої світової війни табір, організований нацистами і призначений для фізичного винищення єврейського і циганського населення.Оригінальний текст (фр.) Camp d’extermination : durant la Seconde guerre mondiale, camp organisé par les nazi et destiné à éliminer physiquement les population juive et tsigane. p. 415 |

Визначення в словнику Робер:
|  | Табори смерті – там, де певні етнічні (євреї), політичні і соціальні групи зазнавали голоду, катувань та винищення.Оригінальний текст (фр.) Camps d’extermanation, où furent affamés, suppliciés et exterminés certains groupes ethniques (juifs), politiques et sociales. p. 242 |

Визначення в словнику Дзінґареллі:
|  | Табори сметрі – створені нацистами табори для масового винищення своїх політичних і расових противників.Оригінальний текст (італ.) Campi d’annientamento, di eliminazione, di sterimento, quelli attrezzati dei nazisti per lo soppressione in massa dei loro avversari politici e razziali. с. 291 |

## Історія

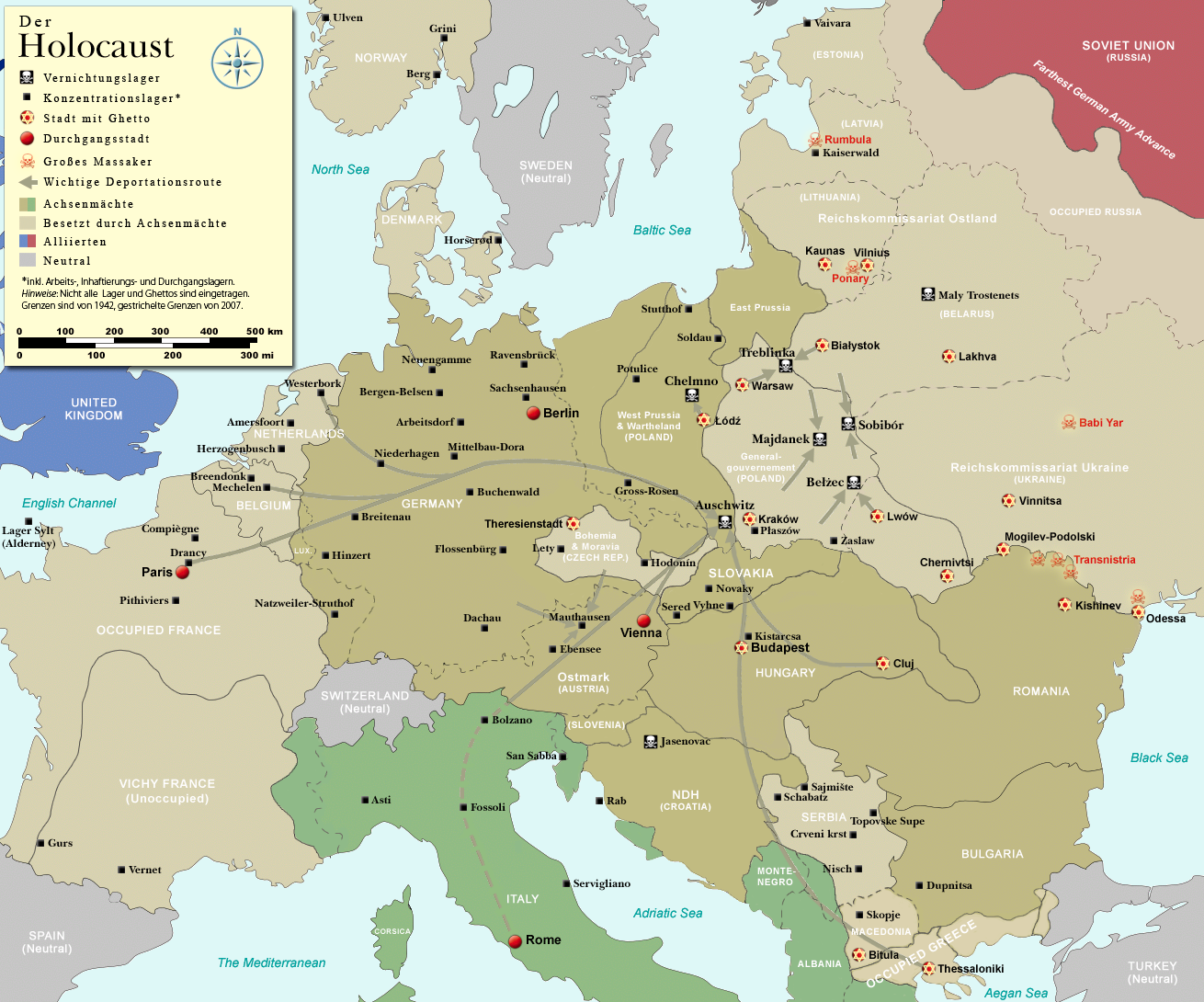
Карта таборів смерті

Юридичної санкцією масових арештів після приходу нацистів до влади в Німеччині став прийнятий у лютому 1933 року «Надзвичайний декрет рейхспрезидента про охорону народу та держави», на підставі якого особи, підозрювані у ворожості до режиму, могли піддаватися превентивному арешту на невизначений термін. Щоб надати цій практиці подобу законності, у квітні 1934 року було видано постанову, згідно з якою для превентивного арешту був потрібний письмовий ордер.
Введення надзвичайного стану у лютому 1933 року супроводжувалося масовими арештами комуністів, яких нацисти звинуватили у підпалі рейхстагу. У березні 1933 року був прийнятий закон про надання нацистському уряду надзвичайних повноважень, на підставі яких були проведені арешти керівників «старих» політичних партій (соціал-демократичної та інших), профспілкових діячів, а також євреїв — письменників, журналістів та юристів. У липні 1933 року число «превентивно» заарештованих досягло в Пруссії 14,906 чол., а по всьому Рейху — 26,789 чол.. Штурмовими загонами (СА), СС та поліцією було створено близько 50 таборів масового ув'язнення, в тому числі Дахау, Оранієнбург, Естервеген та Заксенбург.
Внаслідок втручання Германа Герінга більшість «диких концентраційних таборів», що перебували у віданні СА і СС, були розформовані. Табори Оранієнбург, Ліхтенбург і Колумбія Хаус, в кожному з яких перебувало близько тисячі в'язнів, продовжували існувати. Незабаром, однак, число в'язнів концентраційних таборів знову збільшилося за рахунок осіб, що слухали іноземні радіопередачі, «розповсюджувачів чуток», релігійних сектантів (Свідків Єгови) і гомосексуалів. У квітні 1934 року керівництво гестапо зосередилося в руках Генріха Гіммлера: концентраційні табори перейшли повністю під контроль СС, судова влада втратили будь-яку можливість втручатися у справи гестапо.

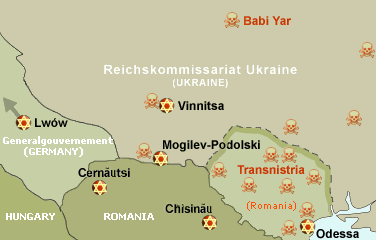
Табори смерті на території України

У лютому 1936 року Гіммлер наділив гестапо правом проводити арешти і розслідувати всі види антидержавній діяльності в межах Рейху; арешти гестапо не підлягали судовому розслідуванню; адміністрація концентраційних таборів була підпорядкована гестапо. Ордер на арешт пред'являвся затриманим лише після арешту (або не пред'являвся взагалі); у в'язниці після тривалих катувань їх змушували підписувати ордер на арешт, який потім пересилали в концтабір як супровідний документ. Малі концентраційні табори були ліквідовані, а в'язні переведені в більш великі табори — Дахау, Заксенхаузен і Бухенвальд.
Чисельність політичних в'язнів збільшилася після анексії Німеччиною Австрії і Судетської області (1938). Табори переповнилися, особливо у зв'язку з арештом після «Кришталевої ночі» близько 35 тис. євреїв. Загальне число ув'язнених збільшилося в 1938 року з 24 тис. до 60 тис.
З початку воєнних дій у системі концентраційних таборів відбулися значні зміни: збільшилася кількість ув'язнених, розширилася мережа концентраційних таборів як на території Німеччини, так і за її межами; змінилися функції таборів. «Превентивне ув'язнення» було підпорядковане завданням економічної експлуатації та масового винищення в'язнів.
До числа таборів додалися Аушвіц (травень 1940 року), Гузен (травень 1940 року) і Гросс-Розен (серпень 1940 року).
Після Ванзейської конференції 1942 року було прискорене створення нових таборів масового знищення, головним чином на території Польщі. Першим табором смерті був Хелмно, відкритий у Вартегау (область Польщі, анексована Німеччиною) в грудні 1941 року. Євреїв, а також циган там отруювали вихлопними газами у спеціальних автомобілях — газенвагенах. У 1942-1943 роках вбивство євреїв газом відбувалося в таборах Белжець, Майданек, Треблінка і Собібор. Центрами знищення стали великі концентраційні табори, перш за все Аушвіц. За розпорядженням Адольфа Ейхмана в першу чергу знищенню підлягали польські євреї і євреї, вигнані з Рейху.
На початку 1942 року почалася депортація євреїв з гетто Польщі в табори смерті, що здійснювалося під назвою «переселення». Ліквідація євреїв генерал-губернаторства отримала найменування «акція Рейнхард» в пам'ять нацистського ватажка Рейнхарда Гейдріха, вбитого в червні 1942 року.
Депортація євреїв з іншої частини Європи до таборів знищення (в тому числі транспортування з концентраційних таборів) почалася в березні-квітні 1942 року і тривала до кінця 1944 року. Спочатку були перевезені працездатні особи, яких використовували на будівництві таборів знищення. Після повстання в Треблінці в серпні 1943 року і Собіборі в жовтні 1943 року обидва ці табори разом з табором Белжець були ліквідовані, і центр знищення був перенесений на захід — в Аушвіц і Штутгоф. Винищення євреїв у газових камерах тривало до листопада 1944 року.
Найбільшим табором смерті був Аушвіц; до весни 1943 року там працювали чотири газові камери, в яких використовувався газ Циклон Б. У період, коли в табір надходило найбільше ув'язнених, щодня труїли газом до 6000 євреїв. До листопада 1944 року в Аушвіці загинуло більше мільйона євреїв, а також десятки тисяч циган, поляків та радянських військовополонених.
Коли радянські війська почали наступ зі сходу, а англо-американські — із заходу, Гіммлер віддав наказ про термінову евакуацію в'язнів з таборів на окупованих територіях. На початку 1945 року понад 500 тисяч в'язнів здійснювали пішки «марші смерті», що тривали кілька днів у холоді та під дощем, без будь-яких необхідних речей та їжі. Ув'язненим німцям було видано зброю і наказано допомагати есесівцям. Виснаження, голод, спрага, розстріл втікачів і слабких забрали сотні тисяч жертв. Місцеве населення не надавало притулку втікачам. У таборах призначення маси новоприбулих гинули від голоду і скупченості. «Евакуація» коштувала життя 250 тисяч в'язнів.
З капітуляцією Німеччини у Другій світовій війні система таборів смерті була знищена.

## Кількість жертв
Кількість жертв таборів смерті точно не встановлена, і цифри різних авторів сильно різняться від політико-пропагандистських або публіцистичних амбіцій. Спеціалістка з Голокосту Люсі Давидович у своїй книзі «Війна проти євреїв» пише, що було вбито 5,37 млн євреїв в 6 таборах. Інший спеціаліст з Голокосту, Рауль Хільберг у тритомній роботі «Знищення європейських євреїв»», на стор. 946 наполягає на 2,7 млн убитих в 6 таборах. 

### Аушвіц
- 9 млн людей, згідно з французьким документальним фільмом 1955 р. «Nuit de Brouillard» («Туманна ніч»Фільм можна скачати з сайту Еврейские фильмы и музыка, в анотації до нього там є такі слова «Мило з людських кісток… сувеніри з людської шкіри…».
- 8 млн осіб, відповідно до опублікованого в 1945 р. повідомлення французького Відомства з вивчення військових злочинів[26][27];
- 7 млн людей, згідно зі свідоцтвом ув'язненого Рафаїла Фейдельсона;
- 6 млн євреїв, згідно з єврейським видавцем Тиберієм Кремером у передмові до книги Міклоша Ніслі «Доктор Аушвіцу»[28], там же він заявив, що автор книги був лікарем-євреєм, який працював в Аушвіці під керівництвом Josef Mengele.
- 5,5 млн осіб, згідно з Bernard Czardybon на суді над Rudolf Hoess в Кракові[29] та Le Monde від 20 квітня 1978: "більше п'яти мільйонів жертв, з яких 90% євреї"[30];
- 5 млн осіб згідно з Die Welt від 23.01.1995[31];
- 4,5 млн осіб, згідно з Ойген Когон[32] та Der Neue Herder[33];
- 4 млн осіб, згідно з документами Нюрнберзького трибуналу[34], згідно з опублікованими документами з архівів ФСБ Росії[35],  згідно з доповіддю Надзвичайної Державної Комісії «Про жахливі злочини німецького уряду в Освенцімі», опублікованої в «Красная звезда» 8 травня 1945 р. в якому йдеться, що «...за час існування Освенцимського табору німецькі кати знищили в ньому не менше 4 млн громадян СРСР, Польщі, Франції, Югославії, Чехословаччини, Румунії, Угорщини, Болгарії, Голландії, Бельгії та інших країн»[36] та згідно з C.L. Sulzberger[37].
- 3,5 млн отруєних газом, з них 95% євреїв («багато» інших померли з інших причин), згідно з кінорежисером Клодом Ланцманом у передмові до книги Ф.Мюллера "Три роки в газовій камері Освенціма"[38];
- 3,5 млн осіб, з них 2,5 млн отруєні газом тільки до 1 грудня 1943 р., згідно з визнанням першого коменданта Освенціма Рудольфа Гесса[39];
- 2,5 млн осіб, згідно зі свідченням свідку голокосту Рудольфа Врби (Rudolf Vrba) 16 липня 1961 на суді над колишнім есесівцем Адольфом Ейхманом в Єрусалимі;
- 2-3 млн убитих євреїв і неєвреїв тисячі, згідно з визнанням есесівця Перрі Броуді[40];
- 1,5-3,5 млн євреїв отруєні тільки між квітнем 1942 р. і квітнем 1944 р., згідно із заявою ізраїльського «експерта з Голокосту» Ієгуда Бауера, зробленою в 1982 р.[41];
- 2 млн отруєних газом євреїв, згідно зі свідоцтвом дослідниці голокосту Люсі Давидович[42];
- 2 млн осіб, згідно із істориками Leon Poliakov в 1951[43] та George Wellers в 1973 р.[44];
- 1,6 млн осіб, з них 1352980 євреїв, згідно із заявою Ієгуди Бауера, зробленою в 1989 р.[45];
- 1,5-2,2 млн, "дев'ять із десяти з яких були євреями", згідно із заявою головного редактора тижневика «Столичні новини» Володимира Кацмана[46];
- 1,5 млн осіб, згідно із меморіальною дошкою, встановленою в 1995 р. замість дошки з цифрою в 4 млн, яка була офіційно демонтована в 1990 році. Також число 1,5 млн було оголошене президентом Польщі Лехом Валенсою як вираховане істориками з музею Освенцима.  17 липня 1990 Washington Times передрукувала замітку з London Daily Telegraph де вказано нове число 1,5 млн з посиланням на музей Освенціма. Ця нова цифра була також повідомлена в доповіді UPI опублікованій в New York Post 26 березня 1992. 26 січня 1995 Washington Post і The New York Times називають число 1,5 млн, як нову "офіційну" цифру з посиланням на музей Освенціму, втім жодне джерело не повідомляє, скільки з цих людей були нібито вбиті в газових камерах.
- 1.471.595 осіб, згідно із істориком George Wellers в 1983 р., з яких 1.352.980 були євреї[47];
- 1,433 млн осіб, згідно із «Le Monde» від 1 вересня 1989;
- 1,25 млн осіб, з них 1 млн євреїв, згідно із книгою Рауля Хільберга (англ. Raul Hilberg) «Знищення європейських євреїв»[48];
- 1,1-1,5 млн осіб, згідно з істориками Yisrael Gutman і Michael Berenbaum,  в їхній книзі «Anatomy of the Auschwitz Death Camp» (1984 р.), за оцінкою Францішека Піпера та деяких інших[49][50][51][52][53].
- 1-1,5 млн осіб, згідно із заявою Ж.-К. Прессака, зробленою в 1989 р.[54];
- 900.000 — нью-йоркська єврейська газета «Aufbau» 3 серпня 1990 р.[55];
- 800—900 тис. осіб, згідно з єврейським істориком Геральдом Ройтлінгеном (Gerald Reitlinger)[56];
- 775—800 тис. осіб, з них 630 тис. отруєних газом євреїв, згідно із заявою Ж.-К.Прессака, зробленою в 1993 р.[57];
- 670—710 тис. осіб, з них 470—550 тис. отруєних газом євреїв, згідно із заявою Ж.-К.Прессака, зробленою в 1994 р[58];
- 510.000, "...близько 356,000 з яких були вбиті газом", за даними відповідального редактору журналу «Шпігель» Фрітьофа Меєра, оприлюднених в 2002 р. [59];
- 74.000 тис. осіб, згідно із «Франкуфуртер Рундшау»[60] та німецьким істориком Йоахімом Хоффманном[en] [61];
- 70.000, згідно із російською журналісткою Еллою Максимовою, «Известия», №49, січень 1990[62]

### Треблінка
- понад 700,000[63] - 850,000 чол.[64] - 900,000[65], метод вбивства - вихлопні гази[65]

### Інші табори
- Белжець — близько 434,500 чол.[66], за іншими оцінками 600,000 євреїв були вбиті чадним газом в газових камерах[67], метод вбивства - вихлопні гази[65].
- Собібор — близько 90,000-250,000 чол.[68][69], метод вбивства - вихлопні гази[65]
- Хелмно — близько 152,000 чол.[70][71], за даними "Короткої єврейської енциклопедії (КЄЕ)" - 320,000, з яких 98% євреї[72], за даними К. Ланцмана[73] - 400,000, метод вбивства - душогубки (CO)[65].
- Майданек — 80,000 чол.[74], за даними "Яд Вашем" - 360,000[75], за даними "Короткої єврейської енциклопедії (КЄЕ)" - 300,000 (200,000 євреїв, 100,000 поляків)[76], метод вбивства - розстріли, вихлопні гази (СО), "Циклон Б"[65]

Оцінки кількості жертв менш відомих таборів смерті вельми різняться, так наприклад кількість жертв концтабору Ясеноваць в Югославії коливається від 85,000 до 600,000 чол.. Кількість жертв концтабору Малий Тростенець у Білорусі коливається від 165,000 до 400,000 чол.

## Технологія знищення
Концентраційні табори були обладнані як місця страти ще до розробки планів масового винищення. Знищенню чи «особливій мірі» піддавалися різні групи ув'язнених. Практикувалася у таборах так звана програма евтаназії, відповідно до якої душевнохворі та хронічно хворі вбивалися ін'єкцією отруйних речовин. Лікарі концентраційних таборів вбивали непрацездатних за допомогою внутрішньовенного вливання фенолу, евіпана натрію та синильної кислоти. Такими ж методами велася боротьба з епідеміями. У жіночому таборі Равенсбрюк вагітних відправляли у газові камери чи примусово робили аборт. 
Відповідно до програми біологічного знищення «нижчих рас», у 1941 році розроблювалася система швидкого проведення стерилізації двох-трьох мільйонів євреїв, визнаних працездатними, а також циган. В Аушвіці, наприклад, згідно з цією системою репродуктивні органи жертв стерилізували за допомогою рентгенівських променів або ін'єкцій з роз'їдаючи хімічних та рослинних препаратів. Експерименти з цієї тематики у широких масштабах проводив головний лікар Аушвіца Йозеф Менгеле. 
Головними елементами таборів смерті були газові камери та крематорії. Нацисти сконструювали газові камери, щоб підвищити ефективність масових вбивств і зробити процес більш безособовим для катів. Вперше газові камери стали застосовуватися ще під час програми евтаназії психічно хворих німців у вересні 1939 - кінці літа 1941 років. 
Типова послідовність дій, що відбувалися в Аушвіці та Майданеку над цивільними особами єврейської та циганської національностей відразу після прибуття (в дорозі багато людей вмирало у вагонах від спраги та задухи): відбір на негайне знищення на виході з вагонів; негайна відправка відібраних для знищення в газові камери. У першу чергу відбирали жінок, дітей, людей похилого віку і непрацездатних. Тих, хто залишався чекала каторжна праця, голод. Тих, хто хворів або просто слабшав від голоду, негайно відправляли в газові камери. Так у комплексі таборів Аушвіц було сім таких газових камер. 
У Треблінці, Белжец, Собіборі в живих тимчасово залишали лише тих, хто допомагав прибирати з газових камер і спалювати трупи, а також сортувати речі вбитих, і тих, хто обслуговував охорону таборів. Всі інші підлягали негайному знищенню.

## Заперечення таборів смерті
Ревізіоністи голокосту в своїх дослідженнях, які не визнаються науковою спільнотою, не підтверджують існування «таборів смерті». Автори цих досліджень стверджують, що це були трудові табори, в яких концентрувалася велика кількість в'язнів. Швейцарський публіцист Юрген Граф взагалі заперечує існування газових камер, стверджуючи, що крематорії були розраховані на одночасне спалювання 2-4 людей, які помирали природною смертю та через хвороби.

## Цитати
Відомий дослідник Голокосту Симон Візенталь у листі, опублікованому в січневому номері The Stars and Stripes, газети для американських військовослужбовців, писав, що 

| Оскільки не було ніяких таборів смерті на німецькій землі, нео-нацисти використовують це як доказ, що цих злочинів взагалі не було і більше того, надають свідків з німецьких трудових таборів, що ніколи не бачили масового винищення. |
Таку ж заяву він зробив в ідентичному листі, опублікованому в квітні 1975 в британському журналі Books and Bookmen (London).